# Gantzkow

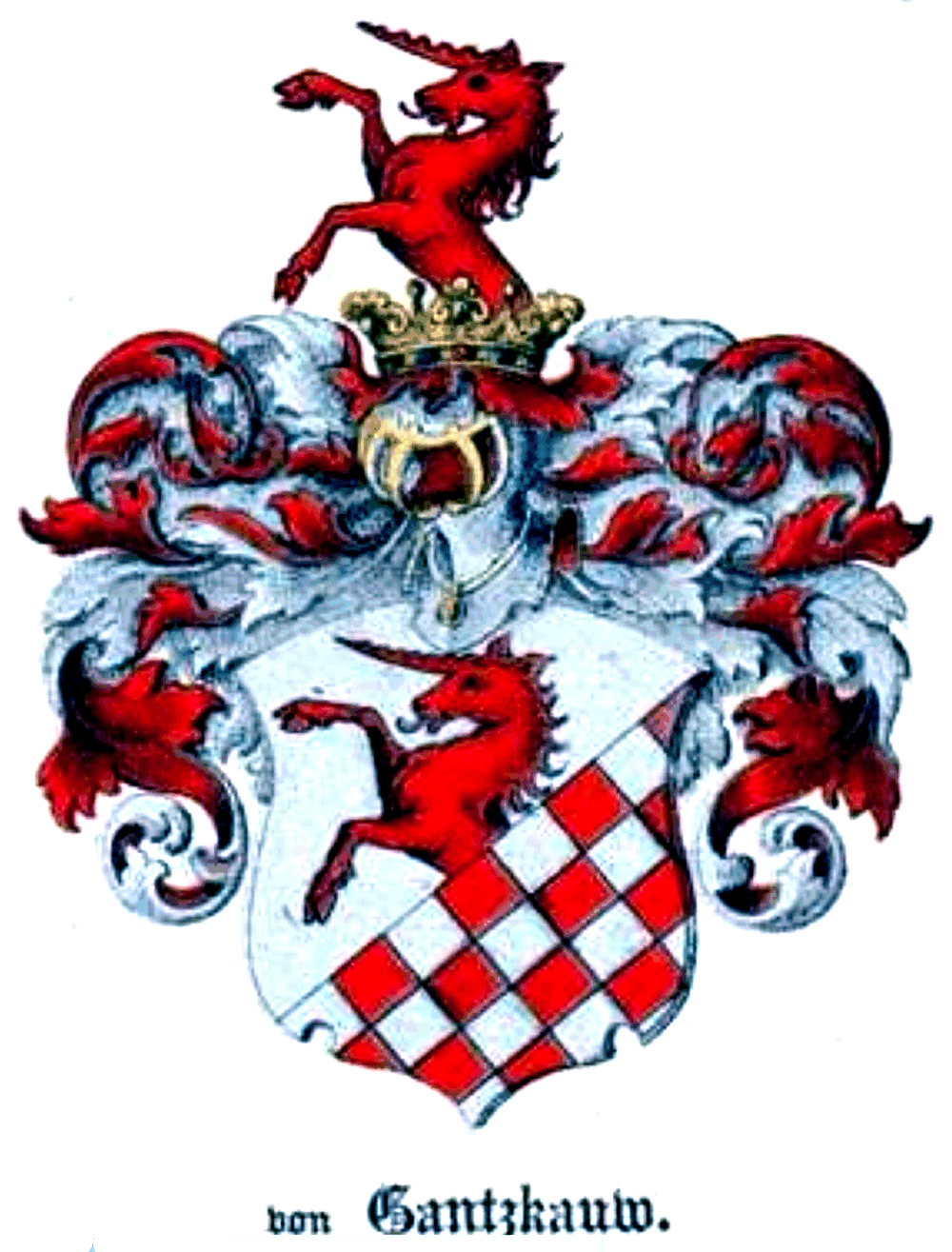
Wappen derer von Gantzkauw im Baltischen Wappenbuch

Gantzke, später Gantzkow oder Gantzkauw, ist der Name eines erloschenen pommerschen und kurländischen Adelsgeschlecht.

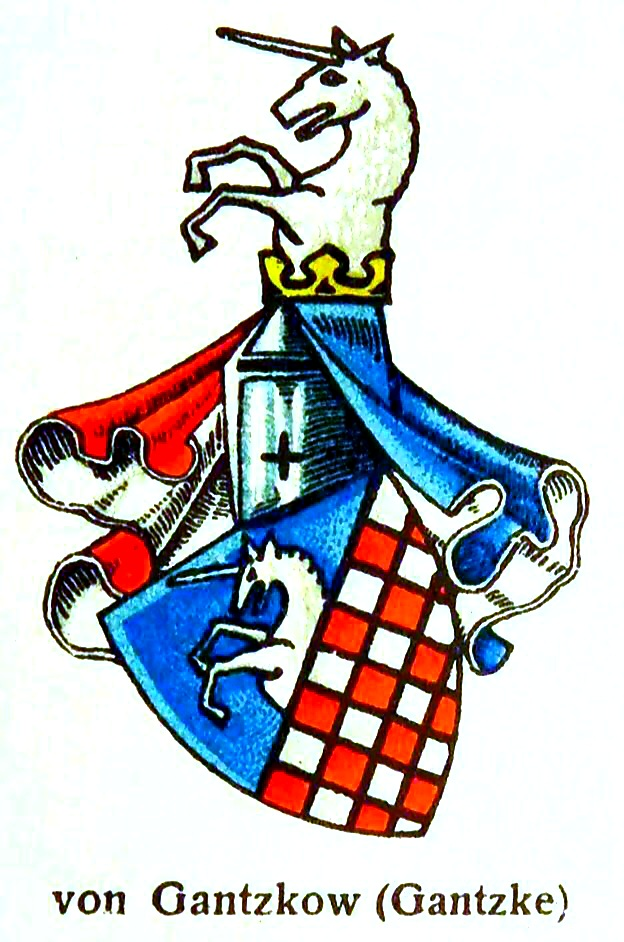
Wappen der pommerschen-preußischen Linie Sellin. Wappendarstellung von Adolf Matthias Hildebrandt

Es besteht weder Stamm- noch Wappenverwandtschaft mit einer ggf. zwei gleichnamigen mittelalterlichen mecklenburgischen Familien, noch mit einer neuzeitlichen gleichnamigen lauenburgischen Familie – die sämtlich ebenfalls erloschen sind.
Stammverwandtschaft wird hingegen zu den wappenverwandten pommerschen, noch im 19. Jahrhundert in preußischen Diensten stehenden Sellin angenommen. Letzte wiederum sind von den 1778 in den preußischen Adelsstand erhobenen, weder stamm- noch wappenverwandten Sellin abzugrenzen.

## Geschichte

### Pommern
Als namensstiftendes Stammhaus des Geschlechts werden Gantzkow im späteren Kreis Fürstenthum oder Gantzkow im späteren Kreis Belgard angenommen. Die Gantzkows erscheinen im Jahr 1464 als Vasallen der „Herren von der Osten auf Plate“ auf Pribbernow und Sellin im Kreis Greifenberg und auf Carndemin/Kardemin im Kreis Regenwalde, die sie als Afterlehen von den Osten auf Plathe erhielten. Im 17. Jahrhundert besaß die Familie auch Dargsow und Wildenhagen im Kreis Cammin i. Pom. 1763 wurde Pribbernow von der Familie teil- und Sellin 1798 ganz veräußert. Hiernach waren die Gantzkow in Pommern nicht mehr begütert. Ein von Gantzkow (1767–1837) war zuletzt Major und Kommandeur der Granisonkompanie des 18. Infanterie-Regiments in Großglogau. Dieser hinterließ zwei Töchter und einen Sohn Alexander. Hiernach scheint die Familie erloschen.

### Kurland
Mit Ertmer Gantzke aus dem Hause Pribbernow, Kammerjunker des Bischofs von Oesel, wurde von diesem 1563, für geleistete Dienste unter dessen Vorgänger Johann von Münchhausen mit einem Hof nebst Mühle im Stift Reval belehnt. Später besaß er auch Layden im Kreis Hasenpoth, in Kurland. Hier besaßen die Gantzkow zum Ende des 18. Jahrhunderts auch Grafenthal und Dsirren. Söhne der Familie standen mehrfach in polnischen Militärdiensten, worunter Erdmann von Gantzkauw auf Pollowen und Altkautz († nach 1647) bis zum Oberst und Landfähnrich des Dörptschen Distrikts avancierte. Zu Beginn des 19. Jahrhunderts ist die Familie in Kurland zweifellos erloschen und wurde erst posthum 1841 mit der sub Nr. 124 in die Ritterbank aufgenommen.
Weiterer Güterbesitz:
- in Kurland: Alt-Autz, Kreis Tuckum, Adlig-Misshof (1780–1800) und Schlockhof (bis 1798) beide Kreis Bauske, als Pfandbesitz das Kronsgut Dserwenhof, Kreis Friedrichstadt.
- in Litauen: Nowidwor, Gyniun, Kurmian und Powolpen.

## Angehörige
- Joachim von Gantzkow (1609–1669), schwedischer Oberst zu Ross, Erbherr auf Pribbernow, Sellin, und Cardemin, Pfandherr Herr zu Wildenhagen, Dargso und Wietstock
- Erdmann von Gantzkow († nach 1647), polnischer Oberst und Landfähnrich des Dörptschen Distrikts, Erbherr auf Pollowen und Altkautz
- Johann Ernst von Gantzkow († 1683), polnischer Kammerherr, Pfandherr auf Dserwenhof
- Georg Bodo von Gantzkow (1729–1796), preußischer Obrist und Kommandeur des Bayreuther Dragoner-Regiments Nr. 5 in Pasewalk, Ritter des Orden Pour le Mérite, Erbherr auf Sellin
- Erdmann Dietrich von Gantzkauw († nach 1815), kurländischer Mannrichter und russischer Tribunalsrat, Erbherr auf Dsirren (bis 1794)

## Wappen
Das Stammwappen zeigt im Rot ein aus dem linken Schildrand springendes halbes silbernes Einhorn. Auf dem gekrönten Helm mit silber-roten Decken das Einhorn wachsend.
Ein Siegel aus dem Jahr 1596 zeigt den Schild durch einen Querbalken geteilt und aus diesem das Einhorn wachsend. Ebenfalls 1596 zeigt ein Siegel unterhalb des Querbalkens einen Schach. Aus dem Jahr 1607 und 1612 sind Siegel dokumentiert, aus einem schräglinken Schach, das Einhorn wachsend, zunächst ohne dann mit Helmkrone. Für das 18. Jahrhundert wird das Wappen so beschrieben: In Blau ein aus schräglinkem silber-roten Schach wachsendes silbernes Einhorn. Auf dem Helm mit blau-silbernen und rot-silbernen Decken das wachsende Einhorn.
Das kurländische Wappen der Gantzkauw zeigt in Silber ein aus schräglinkem rot-silbernen Schach wachsendes rotes Einhorn. Auf dem gekrönten Helm mit rot-silbernen Decken das Einhorn wachsend.
Das Wappen der pommerschen-preußischen Sellin zeigt in Blau ein aus schräglinkem rot-silbernen Schach ein wachsendes silbernes Einhorn. Auf dem gekrönten Helm mit blau-silbernen Decken das Einhorn wachsend.
Die Wappen der kurländische Gantzkauw, der pommerschen bzw. preußischen Ganztkow ab dem 17. Jahrhundert und der ebenfalls pommerschen bzw. preußischen Sellin stehen in naher Verwandtschaft zur Wappengruppe Hirsch über Schach, wobei hierunter die größte Konvergenz zu den Wappen der Familien Lockstaedt und Budde besteht, welche sich lediglich durch Helmkrone oder Tingierung unterscheiden.

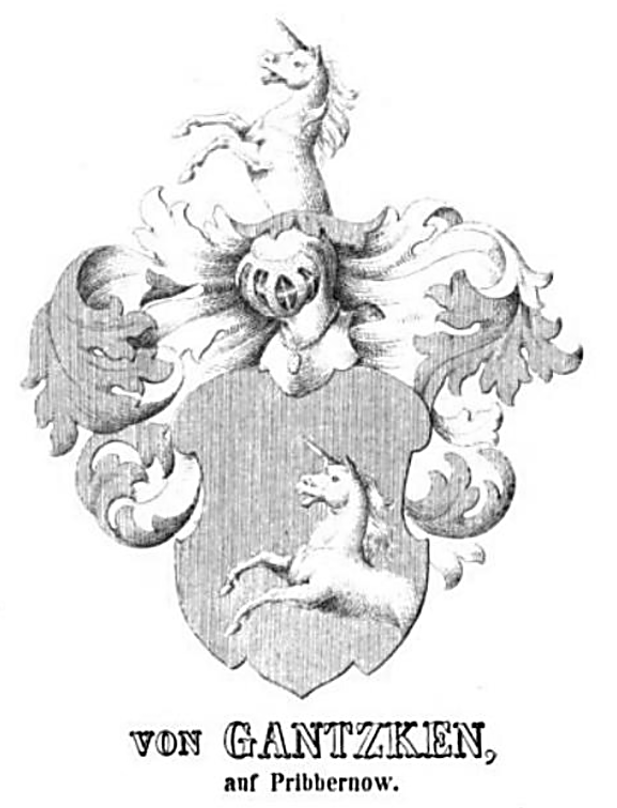
Wappen derer von Gantzken im Pommerschen Wappenbuch
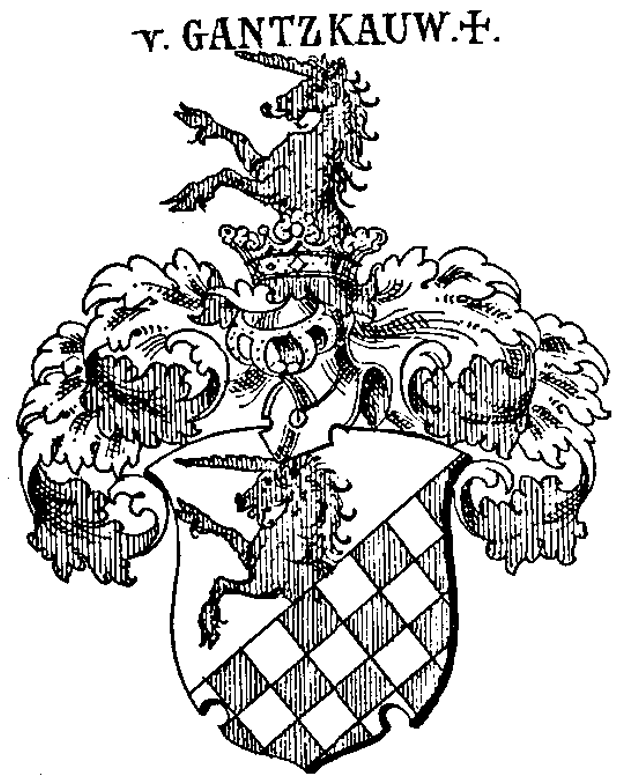
Wappen derer von Gantzkauw in Siebmachers Wappenbuch (1898)
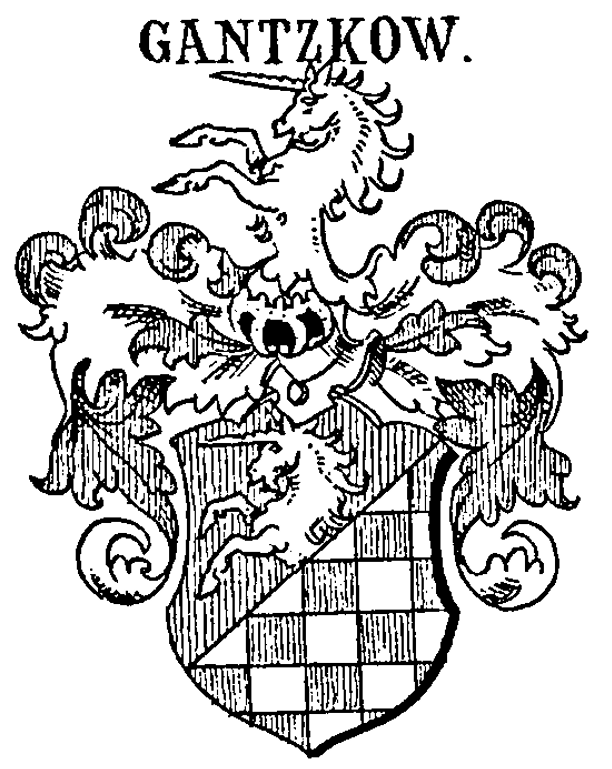
Wappen derer von Gantzkow in Siebmachers Wappenbuch (1894)
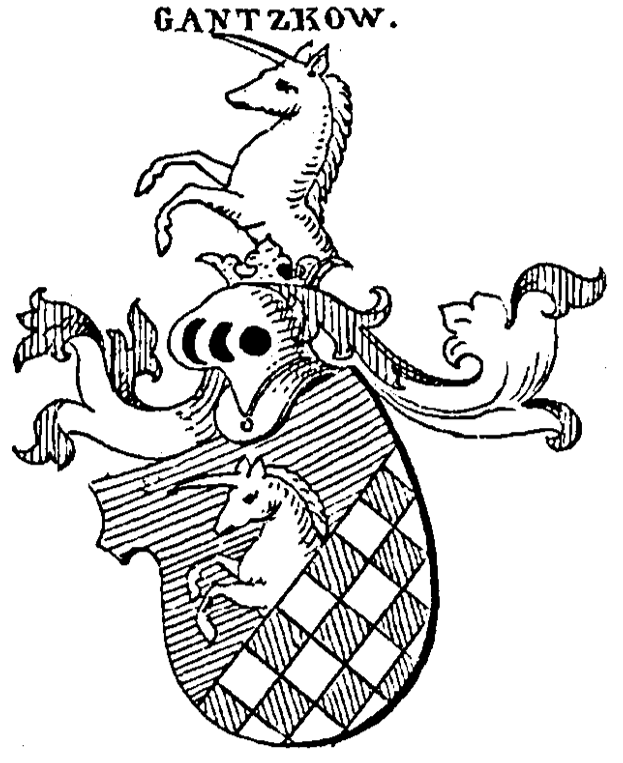
Wappen derer von Gantzkow in Siebmachers Wappenbuch (1878)
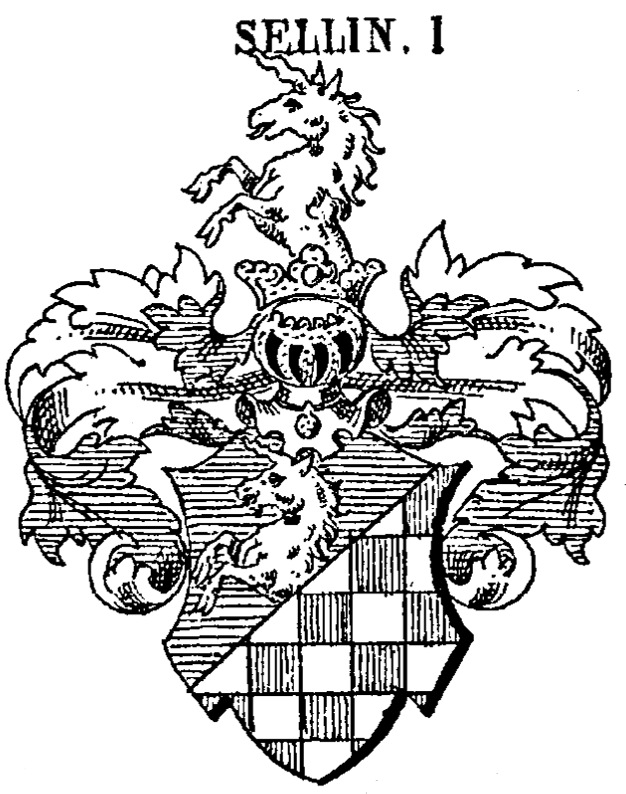
Wappen derer von Sellin in Siebmachers Wappenbuch (1878)